# مجلة إنسباير
إنسباير هي مجلة باللغة الإنجليزية على الإنترنت ينشرها تنظيم القاعدة في جزيرة العرب، وهي من الأذرع الإعلامية الدعائية التي تستخدمها القاعدة في جزيرة العرب.لا تقتصر المجلة فقط على مواضيع القاعدة في جزيرة العرب، بل تشمل مواضيع جميع فروع القاعدة والجماعات المبايعة لها.

## تاريخًا
استهدفت المجلة القراء الشباب البريطانيين والأمريكيين، حيث قدمت في العدد الأول في يوليو 2010 رسائل وكلمات أسامة بن لادن مترجمة للإنجليزية.  وفي العدد الثاني دعت لشن الهجمات على الأراضي الأمريكية بأي وسلية حتى لو كان بإطلاق النار داخل مطعم في واشنطن أو دهس المشاة الأمريكان بسيارة.
اشتمل عدد أكتوبر 2010 على مقال صاغه سمير خان بعنوان «فخور بأن أكون خائناً لأمريكا».